# Ángel rebelde
Ángel rebelde é uma telenovela estadounidense realizada pela cadeia venezuelana Venevisión em parceria com a produtora estadounidense Fonovideo Productions e exibida pela Univisión entre 2 de fevereiro e 6 de dezembro de 2004.
A trama é original de Alberto Gómez.
Foi protagonizada por Grettell Valdez e Víctor Noriega e antagonizada por Maritza Rodríguez, Ismael La Rosa, Ariel López Padilla, Desideria D'Caro, María Antonieta Duque e Claudia Islas

## Enredo
Lucía deveria ter nascido num berço de ouro, mas as circunstâncias tornaram-a pobre e necessitada até do pai que ela acredita estar morto. Antes de seu nascimento, Alejandro Valderrama, seu pai matou um homem que tentava estuprar sua namorada Elena Covarrubias. Ele foi preso e sua perversa sogra, Dona Enriqueta, mãe de Elena, aproveitou-se para assumir seus negócios. 
Alejandro está preso há vinte anos, sem notícias de Elena, que foge da casa de sua mãe com sua filha Lucía para salvá-la da maldade de sua mãe. Aos 20 anos, Lucía trabalha como motorista de ônibus e é o sustento de sua família, composta por sua mãe e seus irmãos adotivos Rafa e Cheíto. A beleza de Lucía atrai a atenção de muitos homens, desde Juan Cuchillo, o valentão do bairro, até o Dr. Claudio Salazar, um homem tão atormentado pela morte de sua esposa que fechou seu coração até para sua filha pequena. Outro pretendente de Lucía é Alejo Espejo, casado, na casa dos cinquenta anos e dono de uma creche. 
Mas Lucía se apaixonará por Raúl, sobrinho de Alejo, que desde a morte de seus pais trabalha para seu tio sem se importar que ele o explore. Raúl não poderá retribuir o amor de Lucía, pois ao conseguir um emprego como motorista da poderosa família Covarrubias, sua vida mudará.
Em La Mansión de las Covarrubias, Raúl entrará em contato com a ambiciosa Enriqueta, com Natasha, sua neta mais velha, uma importante executiva que por amor ao trabalho negligenciou a família. Mas quem cativa o inocente Raúl é a bela Cristal, a mais bela das netas de Dona Enriqueta. Deslumbrado com essa beleza, Raúl não percebe sua maldade, já que Cristal é tão suja que até dorme com o cunhado. E ele é capaz de prejudicar suas próprias irmãs e familiares sem se importar; de tal forma que Cristal Covarrubias é um ser sinistro camuflado por uma beleza chocante.

## Elenco
- Grettell Valdez - Lucía Valderrama Covarrubias de Hernández
- Víctor Noriega - Raúl Hernández Espejo
- Maritza Rodríguez - Cristal Covarrubias Andueza de Hernández / Amparo[5]
- Osvaldo Ríos - Alejandro Valderrama
- Alba Roversi - Elena Covarrubias Andueza de Valderrama
- Claudia Islas - Doña Enriqueta Andueza viuda de Covarrubias
- Lisette Morelos - Natasha Covarrubias Andueza de Lezama
- Ariel López Padilla - Ernesto Lezama  / Rómulo Lezama
- Sandra Itzel - Lisette Lezama Covarrubias
- Maritza Bustamante - Mariela Covarrubias Andueza de Salazar
- Bernie Paz - Doctor Claudio Salazar
- Juan Pablo Gamboa - Camilo Salazar
- Claudia Reyes - Iraida Ferrer
- Norma Zúñiga - María Dolores "Lola" de Ontiveiros
- Franklin Virgüez - Alejandro Espejo "Alejo"
- Marisol Calero - Etelvina Pérez de Espejo
- Adriana Acosta - Rosa María "Rosita" Rosales Pérez
- Ismael La Rosa - Leonel Anselmi
- Konstantinos Vrotsos (†) - Cheíto Romero Morante
- Carlos Augusto Maldonado - Rafael Romero Morante
- Rodrigo Vidal - Luigi Spaghetti
- Marcela Cardona - Graciela Santiago "Gracielita"
- Orlando Fundichely - Vicente Lander
- Vivian Ruiz - Balbina Lander
- Patricio Borghetti - Juan Ontiveiros "Juan Cuchillo"
- María Antonieta Duque - Rubí Morantes Ramírez
- Alba Raquel Barros - Simona Ramírez
- Julio Capote - Rudenciño Ontiveiros "Gallego"
- Sabrina Olmedo - Betania Marinete
- Desideria D'Caro - Patricia Villaverde Lezama
- Elizabeth Morales - Penélope Lezama de Santibáñez
- Jorge Luis Pila - José Armando Santibáñez
- Hada Béjar (†) - Tomasa Martínez "Tomasita"
- Thanya López - Laura Quiñones / Laura Lander Villaverde "Laurita"
- Gladys Cáceres - Consuelo Quiñones "Chela"
- Anette Vega(†) - Fabiana Quiñones
- Ricardo García - Licenciado Leopoldo Serrano
- Rolando Tarajano - Marco Tulio Montaner
- Marina Vidal - Silvia Serrano de Montaner
- Gabriela Banus - Silvia Montaner Serrano "Silvita"
- Marielena Pereira - Manuela Morante viuda de Romero
- Arianna Coltellacci - Liliana Cáceres "Lilly"
- Jorge Alberti - Pablo
- José Ramón Blanch - Gigoló #1
- Inés María Calero - Diana Duarte
- Ronny Montemayor - James Ruiz
- Yoly Domínguez - Eloisa Sandoval
- Alexandra Acosta - Magaly
- Glenda Galeano - Azafata #1
- Rey Hernández - Oficial de Policía
- Andrés Mistage - Andrés Reyes
- Raúl Olivo - Álvaro Reyes
- Gustavo Franco - Comisario
- EvelIn Santos - Gabriela Gamboa
- Ilse Pappe - Haydeé
- María Inés Serritella - Bailarina #1
- Sandra Arana - Raiza
- Rogelio Martínez - Rogelio
- Shalim Ortiz - Shalim
- José Paniagua - Tito
- Elías Rima Nassiff - Roberto Martínez
- Álvaro Ruiz - Álvaro